# Laxporing
Laxporing (Postia placenta) är en svampart som först beskrevs av Elias Fries, och fick sitt nu gällande namn av M.J. Larsen & Lombard 1986. Postia placenta ingår i släktet Postia och familjen Fomitopsidaceae.   Inga underarter finns listade i Catalogue of Life.
I den svenska databasen Dyntaxa används istället namnet Rhodonia placenta för samma taxon.  Arten är reproducerande i Sverige.